# 静岡大学教育学部附属浜松小学校
静岡大学教育学部附属浜松小学校（しずおかだいがくきょういくがくぶふぞくはままつしょうがっこう、英語訳:Fuzoku HAMAMATSU elementary school）は、静岡県浜松市中央区布橋三丁目にある小学校。静岡大学の附属小学校である2校のうちの一つ。

## 概要
- 教育学部附属の小学校として、教育研究と教育実習を目的とした運営がなされている。
- 入学には、静岡県西部で、保護者と共に公共交通機関か徒歩で通学時間50分以内の地に居住していることが必要。
- 井上靖は自身の著書「ぼうし」でこの小学校の出身, 実際は附属中学校の前身の高等科を”中退”であることを明かしている。

## アクセス
- 遠鉄バス舘山寺線・大塚ひとみヶ丘線・大久保線 ｢浜松学院大学｣停留所から、徒歩5分。
- 通常登校時に限り、常盤町バス停（遠州病院駅より徒歩で接続可能）より、浜松北高・浜松学院大学・浜商前行きのバスも運行。

## 出身者
- 矢野貴章（元サッカー日本代表）
- 奥村友美（ピアニスト）
- 井上靖（文学者）